# 벤박쥐
벤박쥐 또는 벤큰귀박쥐(Glyphonycteris behnii)는 주걱박쥐과(신세계잎코박쥐류)에 속하는 박쥐의 일종이다. 자메이카의 토착종이다. 브라질과 페루에서 발견된다. 6점의 표본만이 알려져 있을 정도로 희귀하며, 곤충과 작은 과일을 먹는다. 세하도가 경작지로 개발되기 때문에 서식지가 감소하여 멸종 위협을 받고 있다.